# عديم الحاجب
عديم الحاجب (الاسم العلمي: Lipophrys)، جنس أسماك بحرية من فصيلة أبو مليسيات، توجد في المحيط الأطلسي والبحر الأبيض المتوسط. الاسم العلمي مشتق من اليونانية القديمة lipo وتعني «إفتقار» أو «عدم» وphrys تعني «حاجب» التي تشير إلى عدم وجود أي أَهدابٌ على عيون نوعه ويُسمَّى الروَّالة.